# Centralafrikansk stilettorm
Centralafrikansk stilettorm (Atractaspis boulengeri), är en ormart inom familjen stilettormar och tillhör släktet jordhuggormar.

## Kännetecken
Ormen är milt giftig och når en längd på runt 40 centimeter, som högst 60 centimeter. Jordhuggormar har en speciell utfällbar huggtand och ska därför inte hållas bakom huvudet, vilket ingen orm bör göras på grund av att de då kan bli skadade. 
Arten har en för släktet jämfört med längden grov kropp och en väldigt kort spetsig svans som slutar i en tagg. Denna tagg är ofarlig. Ormen har litet huvud, små ögon med runda mörka pupiller, en bred och platt nos och släta och glansiga fjäll.  

## Utbredning
Arten lever i Gabon, Kamerun, Kongo-Kinshasa, Kongo-Brazzaville och Centralafrikanska republiken.

## Levnadssätt
Lever i skogsområden kring Kongo-Kinshasas flodsystem och på savanner. Ormen är nattaktiv och grävande och syns oftast till på natten efter kraftig nederbörd. 
Den hugger sina byten med sin på sidan av munnen utstickande huggtand. Denna huggtand huggs bakåt eller i sidled i bytet, ormen kan inte hugga framåt som andra ormar kan.
Denna orm föredrar att fly och ta sig undan från fara istället för att försvara sig och hugger endast om man går på den eller plockar upp den. Om ormen inte har någonstans att ta vägen när den känner sig hotad så böjer den huvudet i en U-formad båge med huvudet pekandes ner mot marken och försöker gräva ner sig. Om den blir mer provocerad kan den rulla ihop sig i täta ringar och slå med huvudet fram och tillbaka.    
Födan består av andra marklevande reptiler, gnagare eller groddjur som finns i dess utbredningsområde. Fortplantningen är förmodligen ovipar som för alla andra arter inom släktet.